# 197 a.C.

## Eventos
- Caio Cornélio Cetego e Quinto Minúcio Rufo, cônsules romanos.
- Quarto ano da Segunda Guerra Macedônica, entre a República Romana e o Reino da Macedônia:
  - Sob o comando de Tito Quíncio Flaminino, os romanos derrotam decisivamente as forças de Filipe V da Macedônia na Batalha de Cinoscéfalos, que marcou o fim da hegemonia das falanges macedônias.
- Irrompe a Revolta Ibérica[1]:
  - Primeira divisão administrativa romana da Península Ibérica: Hispânia Ulterior e Hispânia Citerior.